# Aufplustern

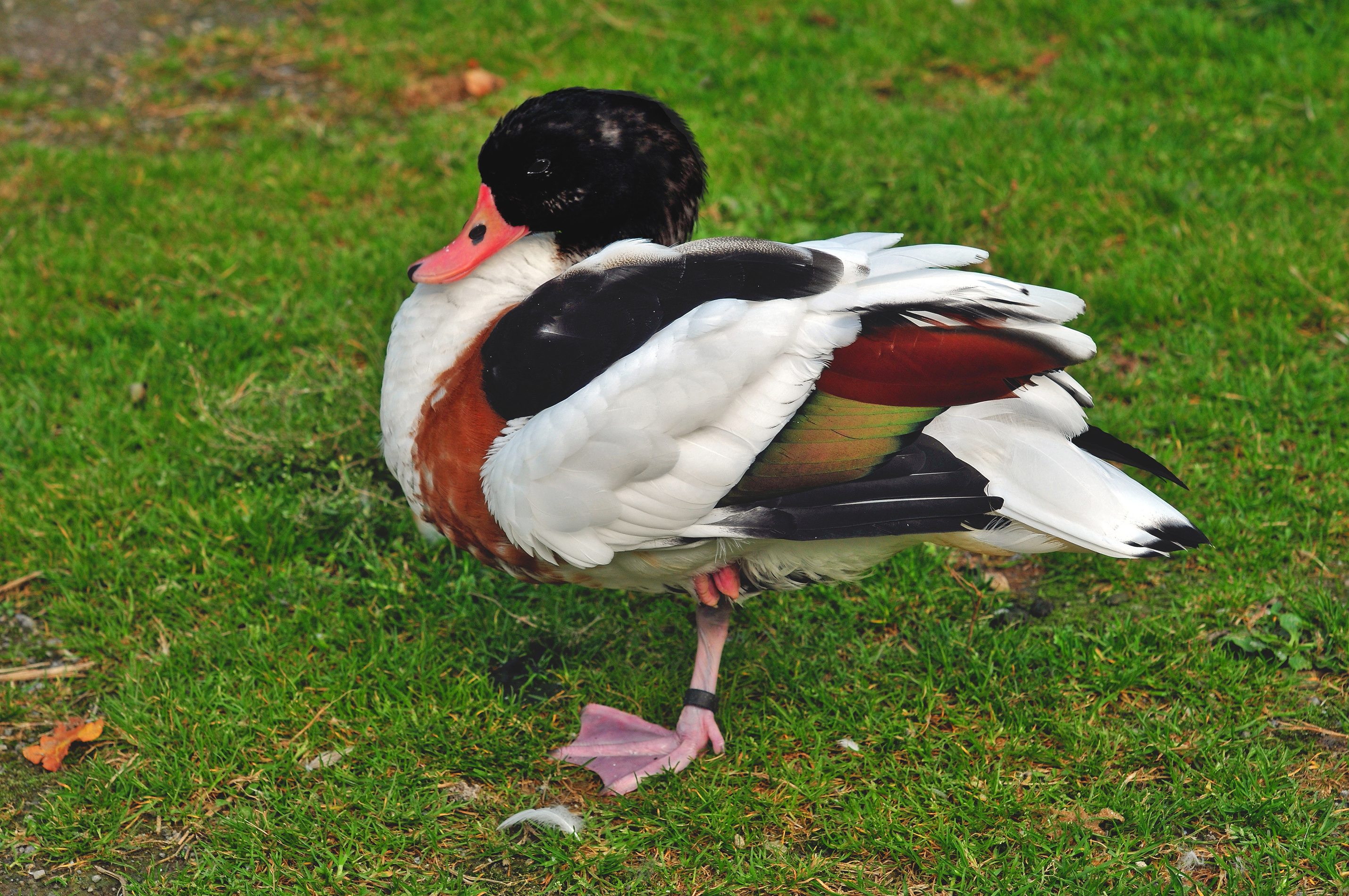
Eine weibliche Brandgans plustert sich auf

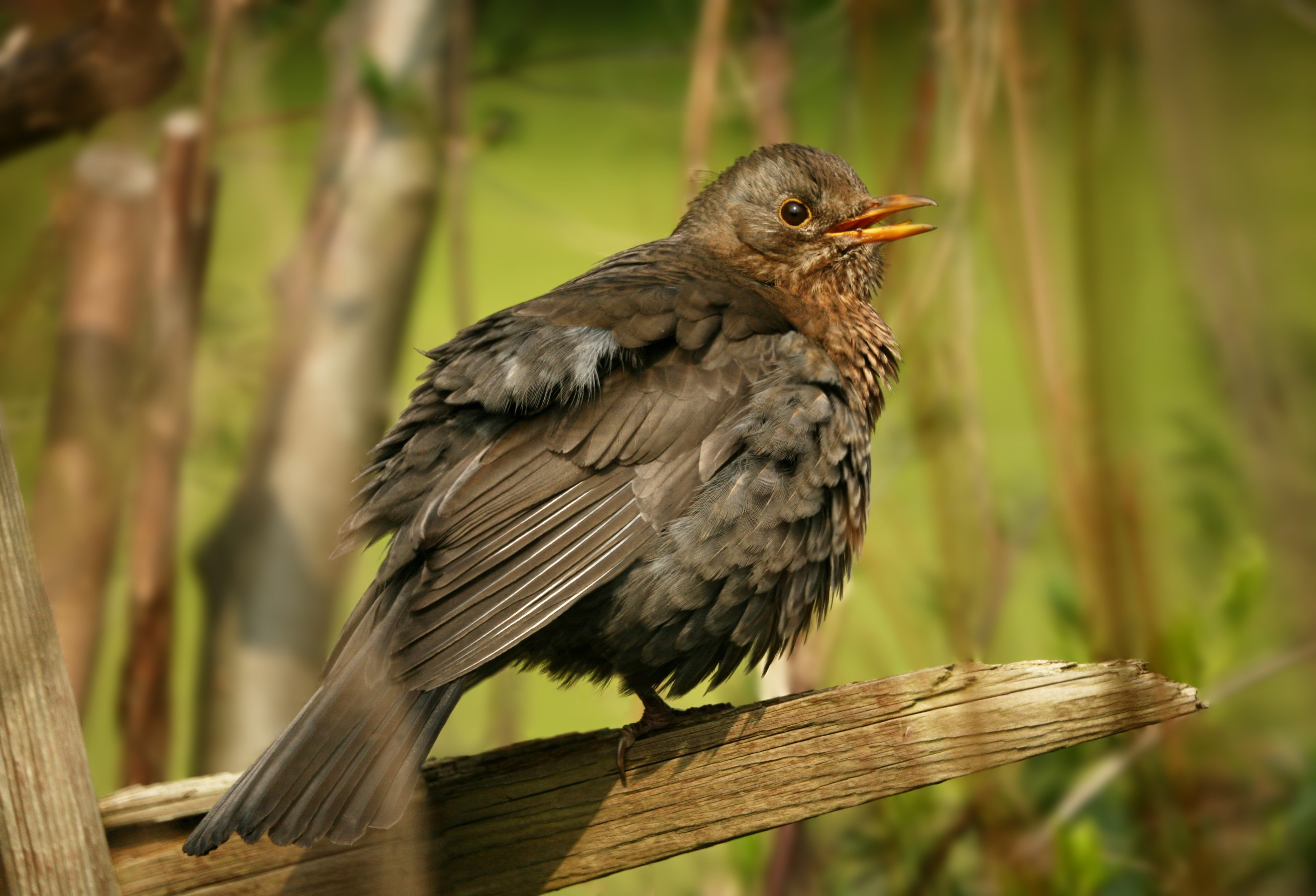
Aufgeplusterte weibliche Amsel

Als Aufplustern, auch Plustern, bezeichnet man in der Ornithologie das Aufrichten des Gefieders. Umgangssprachlich wird der Begriff auch auf Menschen angewandt, die sich wichtigmachen. Überlieferte Wortformen aus früherer Zeit sind etwa das diphthongierte plaustern (um 1600) sowie plūster(e)n als Intensivbildung zu (ūte)plūsen ‚(aus)zupfen‘.

## Allgemeines
Beim Aufplustern werden die normalerweise der Körperkontur anliegenden Federn durch die Aktion der in die Lederhaut eingebetteten Federmuskeln aufgerichtet und dabei vom Körper abgespreizt. Der Vorgang wird über die als Mechanorezeptoren wirkenden sogenannten Herbst’schen Körperchen gesteuert. Durch das Aufplustern wird die den Körper umgebende, ruhende Luftschicht verbreitert und damit die Wärmeabgabe des Körpers durch Konvektion vermindert. Dies entspricht funktional dem Sträuben der Haare bei Säugetieren. Neben der Funktion bei der Thermoregulation dient das Aufplustern auch der Vergrößerung der Körperkontur, also um optisch größer zu erscheinen, bei der Balz, bei Konkurrenz- und Territorialkämpfen.

## Aufplustern bei Wellensittichen

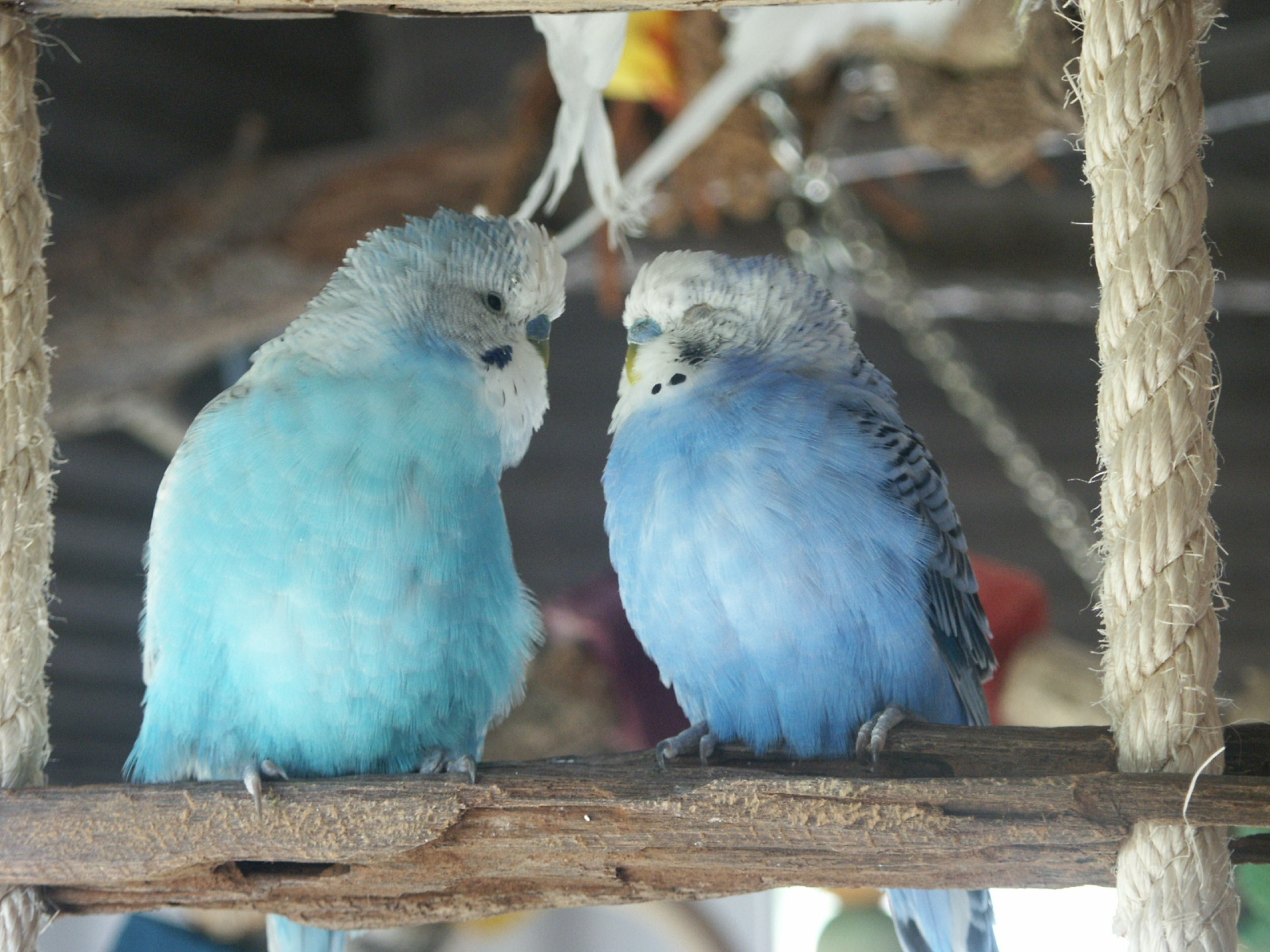
Plustern beim kranken Wellensittich

Bei Wellensittichen wird bei dem Aufplustern von verschiedenen Befindenszuständen ausgegangen. Allerdings können auch Sachkundige nicht mit Sicherheit die Befindlichkeiten des Vogels deuten, da sie von Tier zu Tier variieren. Wellensittiche plustern sich häufig auf, wenn sie sich wohl fühlen, in diesem Zustand singen die Vögel häufig. Einen besonders flauschigen Eindruck machen die Tiere dann im Bereich der Kehltupfen und Wangenflecken und durch einen vermeintlich entspannten Blick. Die Haltung des Körpers wirkt locker und das Gefieder im Bereich des Nackens und des Kopfes ist aufgestellt. Häufig werden die Gesichtsfedern über den Schnabel gelegt, so dass dieser kaum sichtbar ist.